# Niko Kijewski
Niko Kijewski (Büren, 1996. március 28. –) német labdarúgó, aki jelenleg az Eintracht Braunschweig játékosa.

## Statisztika
2017. január 5. szerint.
| Klub                      | Szezon   | Bajnokság | Bajnokság | Kupa  | Kupa | Nemzetközi | Nemzetközi | Összesen | Összesen |
| Klub                      | Szezon   | Mérk.     | Gól       | Mérk. | Gól  | Mérk.      | Gól        | Mérk.    | Gól      |
| ------------------------- | -------- | --------- | --------- | ----- | ---- | ---------- | ---------- | -------- | -------- |
| Eintracht Braunschweig II | 2014–15  | 4         | 0         | 0     | 0    | -          | -          | 4        | 0        |
| Eintracht Braunschweig II | 2015–16  | 19        | 1         | 0     | 0    | -          | -          | 19       | 1        |
| Eintracht Braunschweig II | 2016–17  | 8         | 1         | 0     | 0    | -          | -          | 8        | 1        |
| Eintracht Braunschweig II | Összesen | 31        | 2         | 0     | 0    | 0          | 0          | 31       | 2        |
| Eintracht Braunschweig    | 2015–16  | 7         | 0         | 0     | 0    | -          | -          | 7        | 0        |
| Eintracht Braunschweig    | 2016–17  | 1         | 0         | 0     | 0    | -          | -          | 1        | 0        |
| Eintracht Braunschweig    | Összesen | 8         | 0         | 0     | 0    | 0          | 0          | 8        | 0        |
| Összesen                  | Összesen | 39        | 2         | 0     | 0    | 0          | 0          | 39       | 2        |